# Comitè Paralímpic Argentí
El Comitè Paralímpic Argentí (COPAR) és l'entitat confederativa que organitza i promou els esports paralímpics i esdeveniments relacionats amb el moviment paralímpic en Argentina. En 2016 estava integrat per divuit associacions esportives paralímpiques.

## Membres
- AARA: Associació Argentina de Remers Aficionats (rem adaptat).
- AATA: Associació Argentina de Tennis Adaptat (tennis en cadira de rodes).
- CAH: Confederació Argentina de Handball (handball en cadira de rodes).
- FABA: Federació Argentina de Basquetbol Adaptat (basquetbol adaptat).
- FAC: Federació Argentina de Canoes (canotatge adaptat).
- FACPyR: Federació Argentina de Ciclisme de Pista i Ruta (ciclisme adaptat).
- FADDIM: Federació Argentina d'Esports per Disminuits Mentals (atletisme-natació).
- FADEC: Federació Argentina d'Esports per a Cecs (atletisme-natació-peses-futbol 5-judo-golbol).
- FADEPAC: Federació Argentina d'Esports per a Paràlisi Cerebral (atletisme-natació-peses-futbol 7-botxes).
- FADESIR: Federació Argentina d'Esports a Cadira de Rodes (atletisme-natació-peses-básquetbol-esgrima).
- FAT: Federació Argentina de Tir (tir paralímpic).
- FATARCO: Federació Argentina de Tir amb Arc.
- FATEMA: Federació Argentina de Tennis de Taula Adaptat (tennis de taula).
- FATr: Federació Argentina de Triatló (paratriatló).
- FASA: Federació Argentina de Esquí i Alpinisme (esquí adaptat).
- FAY: Federació Argentina de Yachting (vela adaptada).
- FEA: Federació Eqüestre Argentina (paraeqüestre).
- FRA: Fundació Rugbi Amistat (rugbi en cadira de rodes).

## Esdeveniments nacionals
- Dia Paralímpic: el COPAR organitza anualment des de 2014 el Dia Paralímpic, que constitueix l'esdeveniment esportiu adaptat més important de l'Argentina, en el que es realitzen exhibicions de diversos esports paralímpics, amb entrada lliure i gratuïta.

## Esdeveniments internacionals
El COPAR representa i coordina la participació dels esportistes argentins en els màxims tornejos paralímpics:
- Jocs Paralímpics.
- Jocs Parapanamericans.
- Jocs Parasuramericans.